# Dysdercus mimus
Dysdercus mimus är en insektsart som först beskrevs av Thomas Say 1832.  Dysdercus mimus ingår i släktet Dysdercus och familjen eldskinnbaggar. Inga underarter finns listade i Catalogue of Life.